# Liste des titres musicaux numéro un en Autriche en 1983
Cette page liste les titres numéro un dans les meilleures ventes de disques en Autriche pour l'année 1983.

## Classement des singles
| №  | Date          | Artiste                 | Titre                         |
| -- | ------------- | ----------------------- | ----------------------------- |
| 1  | 1er janvier   | Relax                   | Weil i di mog                 |
| 2  | 15 janvier    | Culture Club            | Do You Really Want to Hurt Me |
| 3  | 1er février   | Culture Club            | Do You Really Want to Hurt Me |
| 4  | 15 février    | Culture Club            | Do You Really Want to Hurt Me |
| 5  | 1er mars      | Peter Schilling         | Major Tom (völlig losgelöst)  |
| 6  | 15 mars       | Peter Schilling         | Major Tom (völlig losgelöst)  |
| 7  | 1er avril     | Peter Schilling         | Major Tom (völlig losgelöst)  |
| 8  | 15 avril      | Nena                    | 99 Luftballons                |
| 9  | 1er mai       | Ludwig Hirsch           | Gel’, du magst mi             |
| 10 | 15 mai        | Geier Sturzflug         | Bruttosozialprodukt           |
| 11 | 1er juin      | Geier Sturzflug         | Bruttosozialprodukt           |
| 12 | 15 juin       | Tauchen-Prokopetz (DÖF) | Codo                          |
| 13 | 1er juillet   | Tauchen-Prokopetz (DÖF) | Codo                          |
| 14 | 15 juillet    | Tauchen-Prokopetz (DÖF) | Codo                          |
| 15 | 1er août      | Tauchen-Prokopetz (DÖF) | Codo                          |
| 16 | 15 août       | Mike Oldfield           | Moonlight Shadow              |
| 17 | 1er septembre | Mike Oldfield           | Moonlight Shadow              |
| 18 | 15 septembre  | Mike Oldfield           | Moonlight Shadow              |
| 19 | 1er octobre   | Rose Laurens            | Africa                        |
| 20 | 15 octobre    | Laid Back               | Sunshine Reggae               |
| 21 | 1er novembre  | Gazebo                  | I Like Chopin                 |
| 22 | 15 novembre   | Gazebo                  | I Like Chopin                 |
| 23 | 1er décembre  | Gazebo                  | I Like Chopin                 |
| 24 | 15 décembre   | Mike Oldfield           | Shadow on the Wall            |

## Classement des albums
| №  | Date          | Artiste                 | Titre                |
| -- | ------------- | ----------------------- | -------------------- |
| 1  | 1er janvier   | Peter Hofmann           | Rock Classics        |
| 2  | 15 janvier    | Andy Borg               | Adios amor           |
| 3  | 1er février   | Andy Borg               | Adios amor           |
| 4  | 15 février    | Andy Borg               | Adios amor           |
| 5  | 1er mars      | Nena                    | Nena                 |
| 6  | 15 mars       | Nena                    | Nena                 |
| 7  | 1er avril     | Nena                    | Nena                 |
| 8  | 15 avril      | Nena                    | Nena                 |
| 9  | 1er mai       | Wolfgang Ambros         | Der letzte Tanz      |
| 10 | 15 mai        | Wolfgang Ambros         | Der letzte Tanz      |
| 11 | 1er juin      | Wolfgang Ambros         | Der letzte Tanz      |
| 12 | 15 juin       | Nena                    | Nena                 |
| 13 | 1er juillet   | Tauchen-Prokopetz (DÖF) | DÖF                  |
| 14 | 15 juillet    | Tauchen-Prokopetz (DÖF) | DÖF                  |
| 15 | 1er août      | Tauchen-Prokopetz (DÖF) | DÖF                  |
| 16 | 15 août       | Tauchen-Prokopetz (DÖF) | DÖF                  |
| 17 | 1er septembre | Tauchen-Prokopetz (DÖF) | DÖF                  |
| 18 | 15 septembre  | Tauchen-Prokopetz (DÖF) | DÖF                  |
| 19 | 1er octobre   | Tauchen-Prokopetz (DÖF) | DÖF                  |
| 20 | 15 octobre    | Bande originale         | Flashdance           |
| 21 | 1er novembre  | Bande originale         | Flashdance           |
| 22 | 15 novembre   | Die Bambis              | Ihre größten Erfolge |
| 23 | 1er décembre  | Die Bambis              | Ihre größten Erfolge |
| 24 | 15 décembre   | Bande originale         | Flashdance           |